# Vilamajor (Pujalt)
Vilamajor es una localidad española del municipio de Pujalt, perteneciente a la provincia de Barcelona, en la comunidad autónoma de Cataluña.

## Toponimia
El nombre del lugar puede aparecer referido con las variantes Vilamajor de Prats de Rey y Vilamajor.

## Historia
Hacia mediados del siglo XIX, el lugar tenía contabilizada una población de 13 habitantes. Aparece descrito en el decimosexto volumen del Diccionario geográfico-estadístico-histórico de España y sus posesiones de Ultramar de Pascual Madoz de la siguiente manera:

VILAMAJOR DE PRATS DE REY: l. con ayunt. en la prov., aud. terr., c. g. de Barcelona (13 1/2 leg.), part. jud. de Igualada (3 1/2), dióc. de Vich. sit. en terreno elevado en los confines de esta prov. con los de Lérida, con buena ventilacion y clima frio pero sano. Tiene 26 casas y una igl. oarr. sufragánea de la de Segur. El térm. confina con el de Estarás, del part. de Cervera (Lérida), Astor y Monfalcó. El terreno es en su mayor parte montuoso; por él corre un arroyo nombrado Sió, que nace en el térm., y desagua en el Segre. Hay varios caminos locales de herradura. prod.: trigo, legumbres y poco vino; cria ganado y caza de diferentes especies. pobl.: 3 vec., 13 almas. cap. prod.: 522,400 reales. imp.: 13,060.
(Madoz, 1850, p. 69)

En 2022, tenía empadronados 11 habitantes.